# فيلومينا ترينداد
فيلومينا ترينداد مواليد 26 سبتمبر 1971 في بنغيلا، أنغولا، هي لاعبة كرة يد أنغولية سابقة لعبت كجناح أيسر. مثلت منتخب أنغولا لكرة اليد للسيدات. شاركت في دورة الألعاب الأولمبية الصيفية سنة 1996.

## سجل المنافسة
شاركت في البطولات التالية:
- الألعاب الأولمبية الصيفية 1996
- الألعاب الأولمبية الصيفية 2000
- الألعاب الأولمبية الصيفية 2004
- الألعاب الأولمبية الصيفية 2008

## روابط خارجية
- فيلومينا ترينداد على موقع اللجنة الأولمبية الدولية (الإنجليزية)
- فيلومينا ترينداد على موقع أوليمبيديا (الإنجليزية)